# Карло Ровеллі
Карло Ровеллі (нар. 3 травня 1956) — італійський фізик-теоретик і письменник, який працював в Італії, США, а з 2000 року — у Франції. В даний час він також є почесним запрошеним дослідником в Інституті «Периметр» та основним членом Інституту філософії Ротмана Західного університету. Він працює в основному в галузі квантової гравітації та є засновником теорії петльової квантової гравітації. Він також працював в галузі історії та філософії науки. Ровеллі співпрацює з кількома італійськими газетами, зокрема з культурними доповненнями Corriere della Sera, Il Sole 24 Ore та La Repubblica. Його науково-популярна книга Сім коротких уроків з фізики була вперше опублікована італійською мовою в 2014 році. Її перекладено 41 мовою і продано понад мільйон примірників по всьому світу. У 2019 році журнал Foreign Policy включив його до списку 100 найвпливовіших світових мислителів.

## Життя і кар'єра
Карло Ровеллі народився у Вероні, Італія, 3 травня 1956 року. Він відвідував державну середню школу Scipione Maffei у Вероні. У 1970-х роках брав участь у студентських політичних рухах в італійських університетах. Він брав участь у створенні безкоштовних політичних радіостанцій Radio Alice у Болоньї та Radio Anguana у Вероні. У зв'язку з його політичною діяльністю його звинуватили, але пізніше звільнили, за інакомислення, пов'язане з книгою Fatti Nostri, яку він написав у співавторстві з Енріко Паландрі, Мауріціо Торреальта та Клаудіо П'єрсанті.
Ровеллі пов'язує виникнення у нього інтересу до теоретичної фізики з вживанням у той час ЛСД, розповідаючи про свій досвід: "Це був надзвичайно сильний досвід, який торкнувся мене також інтелектуально… Серед дивних явищ було відчуття зупинки часу. Щось відбувалося в моїй голові, але годинник не йшов вперед; плин часу більше не йшов… І я подумав: «Ну, це хімічна речовина, яка змінює речі в моєму мозку. Але як я можу знати, що звичайне сприйняття правильне, а це неправильне? Якщо ці два способи сприйняття настільки різні, як можна визначити, який з них правильний?»
У 1981 році Ровеллі отримав ступінь бакалавра/магістра фізики в Болонському університеті, а в 1986 році — ступінь доктора філософії в Університеті Падуї, Італія. Ровеллі відмовився від військової служби, яка на той час була обов'язковою в Італії, і тому був ненадовго затриманий під вартою у 1977 році. Він займав постдокторські посади в Римському університеті, Міжнародній школі передових досліджень у Трієсті та Єльському університеті. Ровеллі був викладачем Піттсбурзького університету з 1990 по 2000 рік, де він також працював на факультеті історії та філософії науки. З 2000 року він є професором у Центрі фізичної теорії де Люміні Університет Екс-Марсель у Франції.

## Основні внески

### Петльова квантова гравітація
У 1988 році Ровеллі, Лі Смолін і Абхай Аштекар представили теорію квантової гравітації, яка називається петльовою квантовою гравітацією. У 1995 році Ровеллі та Смолін отримали основу станів квантової гравітації, позначену спіновими мережами Пенроуза, і використовуючи цю основу, вони змогли показати, що теорія передбачає квантування площі та об'єму. Цей результат вказує на існування дискретної структури простору в дуже малому масштабі. У 1997 році Ровеллі та Майкл Рейзенбергер представили формулювання теорії «суми за поверхнями», яка з тих пір еволюціонувала в коваріантну версію петльової квантової гравітації під назвою «спінова піна». У 2008 році у співпраці з Джонатаном Енглом і Роберто Перейрою він представив амплітуду вершини «спінової піни», яка є основою поточного визначення коваріантної динаміки петельової квантової гравітації. Петльова теорія на теперішній час вважається кандидатом на квантову теорію гравітації. Вона має застосування в квантовій космології, космології спінової піни та квантовій фізиці чорних дір.

### Фізика без часу
У своїй книзі «Квантова гравітація» 2004 року Ровеллі розробив формулювання класичної та квантової механіки, яка не містить прямого посилання на поняття часу. Перший крок до теорії квантової гравітації без змінної часу описується рівнянням Вілера–ДеВітта. Позачасовий формалізм використовується для опису світу в режимах, де не можна нехтувати квантовими властивостями гравітаційного поля. Причиною тому є те, що сама квантова флуктуація простору-часу робить поняття часу непридатним для запису фізичних законів у звичайній формі законів еволюції в часі.
Ця позиція привела його до розгляду наступної проблеми: якщо час не є частиною фундаментальної теорії світу, то як саме виникає час? У 1993 році, у співпраці з Аленом Конном, Ровеллі запропонував рішення цієї проблеми під назвою гіпотеза теплового часу. Відповідно до цієї гіпотези, час виникає лише в термодинамічному або статистичному контексті. Якщо це вірно, плин часу не є фундаментальним, оскільки походить від неповноти знань. Подібні висновки були зроблені раніше в контексті нерівноважної статистичної механіки, зокрема в роботі Роберта Цванцига та в моделях Калдейри-Леггетта, які використовуються в квантовій дисипації.

### Реляційна квантова механіка
У 1994 році Ровеллі запровадив реляційну інтерпретацію квантової механіки, яка ґрунтується на ідеї, що квантовий стан системи завжди слід інтерпретувати відносно іншої фізичної системи (подібно до того, як «швидкість об'єкта» завжди є відносною щодо іншого об'єкта, у класичному розумінні механіки). Цю ідею детально розвинули й проаналізували Бас ван Фраассен і Мішель Бітбол. Серед інших важливих наслідків реляційна квантова механіка пропонує розв'язок парадоксу ЕПР, який не порушує локальності. Основну ідею реляційної квантової механіки Ровеллі висловив у популярній книзі «Гельголанд».

### Відносна інформація
Ровеллі посів друге місце на конкурсі FQXi 2013 року «It From Bit or Bit From It?» з есе про «відносну інформацію». У його статті «Відносна інформація у основі фізики» обговорюється, що «Шеннонове поняття відносної інформації між двома фізичними системами може функціонувати як основа для статистичної та квантової механіки, не посилаючись на суб'єктивізм чи ідеалізм. . . [Цей підхід може] представляти ключовий відсутній елемент у основі натуралістичної картини світу». У 2017 році Ровеллі продовжив обговорення теми відносної інформації, написавши, що:
У природі змінні не є незалежними; наприклад, у будь-якого магніту два кінці мають протилежні полярності. Знання одного означає знання іншого. Отже, ми можемо сказати, що кожен кінець «має інформацію» про інший. У цьому немає нічого, пов'язаного з мисленням; це лише спосіб сказати, що існує необхідний зв'язок між полярностями двох сторін. Ми говоримо, що існує «відносна інформація» між двома системами щоразу, коли стан однієї системи обмежено станом іншої. У цьому точному розумінні можна сказати, що фізичні системи мають інформацію одна про одну, і розуму не потрібно грати жодної ролі в цьому процесі. Така «відносна інформація» є всюдисущою в природі: колір світла несе інформацію про об'єкт, від якого світло відбивається; вірус має інформацію про клітину, до якої він може прикріпитися, а нейрони мають інформацію один про одного. Оскільки світ — це зв'язаний клубок взаємодіючих подій, він насичений відносною інформацією. Коли ця інформація використовується для виживання, інтенсивно опрацьовується нашим мозком і може бути закодована мовою, зрозумілою спільноті, вона стає ментальною та набуває семантичної ваги, яку ми зазвичай приписуємо поняттю інформації. Але основний інгредієнт знаходиться там, у фізичному світі: фізична кореляція між різними змінними. Фізичний світ — це не набір самозаглиблених істот, які роблять свої егоїстичні вчинки. Це щільно переплетена мережа відносної інформації, де стан кожної сутності відображає стан якоїсь іншої сутності. Ми розуміємо фізичні, хімічні, біологічні, соціальні, політичні, астрофізичні та космологічні системи в термінах цих мереж відносин, а не в термінах індивідуальної поведінки. Відносна фізична інформація є потужною базовою концепцією для опису світу. Більш фундаментальною, ніж «енергія», «матерія» або навіть «сутність».

### Історія та філософія науки

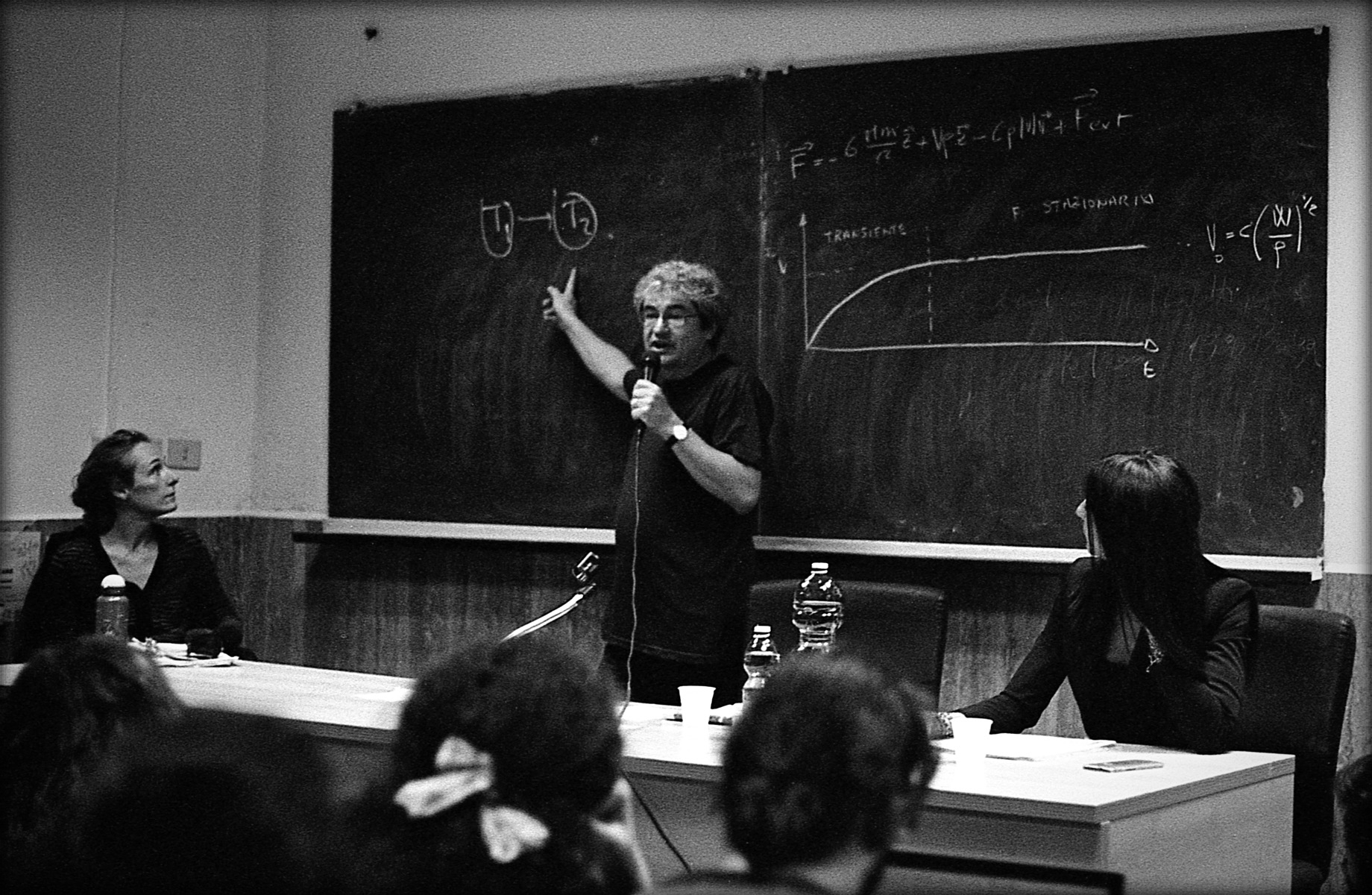
Карло Ровеллі, Рим 2015

Ровеллі написав книгу про грецького філософа Анаксімандра, яка була видана у Франції, Італії, США та Бразилії. У книзі аналізуються основні аспекти наукового мислення та формулюються погляди Ровеллі на науку. Анаксимандр представлений у книзі як головний ініціатор наукового мислення.
Для Ровеллі наука — це безперервний процес дослідження нових можливих поглядів на світ; цей процесс відбувається через «повстання вивченного», яке завжди будує та спирається на попередні знання, але в той же час постійно ставить під сумнів аспекти цього отриманого знання. Таким чином, основою науки є не певність, а навпаки, радикальна невпевненість щодо наших власних знань або, що рівнозначно, чітке усвідомлення ступеня нашого незнання.

### Релігійні погляди
Ровеллі називає себе «спокійним атеїстом». Він обговорював свої релігійні погляди в кількох статтях і в книзі про Анаксимандра. Ровеллі стверджує, що конфлікт між раціональним/науковим мисленням і структурованою релігією може знаходити періоди перемир'я («немає суперечності між розв'язанням рівнянь Максвелла та вірою в те, що Бог створив Небо і Землю»), але в кінцевому підсумку цей конфлікт неможливо розв'язати, оскільки (більшість) релігій вимагають прийняття деяких безсумнівних істин, тоді як наукове мислення ґрунтується на безперервному сумніві щодо будь-якої істини. Таким чином, для Ровеллі, джерело конфлікту не в тому, щоб наука давала відповіді – Всесвіт для Ровеллі сповнений таємниць і є джерелом благоговіння та емоцій – але, навпаки, джерелом конфлікту є визнання нашого незнання як основи науки, що суперечить претензіям релігій бути сховищами певних знань.

## Участь у політиці, пацифізм і суперечки
Перша книга Ровеллі була присвячена італійським студентським політичним рухам у 1970-х роках. Пізніше він відмовився від призову в армію і був ненадовго заарештований. У 2021 році він скоординував відкритий лист, підписаний понад 50 лауреатами Нобелівської премії, включаючи Далай-ламу, закликаючи всі країни домовитися про збалансоване скорочення своїх військових витрат на 2 % на рік протягом наступних п'яти років, а також внести половину заощаджених таким чином коштів у фонді ООН для боротьби з пандеміями, кліматичною кризою та крайньою бідністю. Першого травня 2023 року Ровеллі виступив із політичною промовою на великому концерті до Дня праці Італії в Римі, запрошуючи молодь до політичної участі в інтересах навколишнього середовища, економічної рівності та миру, а також з критикою міністра оборони Італії, виступаючи проти військових витрат і «продавців знарядь війни, які будують знаряддя смерті, щоб вбивати один одного». Виступ викликав велику полеміку. Як наслідок, його запрошення представляти Італію на Франкфуртському книжковому ярмарку 2024 було скасовано; саме скасування було широко розкритиковане, що призвело до повторного запрошення Ровеллі та відставки італійського комісара з книжкових ярмарків.

## Ставлення до України
23 лютого 2022 року Ровеллі опублікував повідомлення в соціальній мережі Твіттер, використавши словосполучення «українське божевілля» та заявивши що НАТО ніколи не прийме Україну до своїх лав: «Вистачить п'яти слів, щоб зупинити українське божевілля: „NATO won't expand to Ukraine“. Так важко промовити ці слова?».
24 лютого 2022 року Ровеллі зробив наступну заяву коментуючи російське вторгнення в Україну: «Путін огидний: як він сміє вторгатися в країну і вбивати людей? Тільки американці це мають право робити на регулярній основі!».
1 травня 2023 року Ровеллі виступив з критикою міністра оборони Італії Гвідо Крозетто стосовно зброї для Україні.

## Головні нагороди
- 1995 Міжнародна премія Ксантопулоса Міжнародного товариства загальної теорії відносності та гравітації «за видатний внесок у теоретичну фізику»[39]
- Старший член Університетського інституту Франції
- Laurea Honoris Causa Національного університету генерала Сан-Мартіна[40]
- Почесний професор Пекінського педагогічного університету в Китаї
- Член Міжнародної академії філософії наук
- Почесний член Accademia di Scienze Arti e Lettere di Verona
- 2009 Перший приз «спільноти» конкурсу FQXi[en] на тему «природа часу»
- 2013 Друга премія конкурсу FQXi[en] на тему «Зв'язок між фізикою та інформацією»
- 2014 Premio letterario Merck Serono[it] для книги «Реальність не така, якою вона здається: Подорож до квантової гравітації»
- 2015 Premio Pagine di Scienza di Rosignano за книгу «Реальність не така, якою вона здається: Подорож до квантової гравітації»[41]
- 2015 Premio Alassio centolibri per l'informazione culturale[42]
- 2015 Premio Larderello[43]
- 2015 Premio letterario Galileo per la divulgazione scientifica[it] для книги «Реальність не така, якою вона здається: Подорож до квантової гравітації»

## Популярна культура
- Ровеллі з'явився як персонаж Діснея в історії Міккі Мауса в італійському виданні Disney — Topolino.[44]
- У листопаді 2022 року Карло Ровеллі та рок-гурт Belladonna[en] випустили сингл Nothing Shines Unless It Burns.[45][46][47]
- У науково-фантастичному романі «Марсіанська трилогія» Кіма Стенлі Робінсона, дія якого відбувається в майбутньому столітті, Ровеллі та Лі Смолін[en] постають як історичні персонажі в історії фізики. У романі петлева квантова гравітація об'єдналася з теорією струн, щоб створити вичерпну фізичну теорію світу.
- Книга Порядок часу[en] вийшла у форматі аудіокниги, яку читає британський актор Бенедикт Камбербетч.[48]
- У книзі Treacle Walker[en] (2021) Алан Гарнер вибрав цитату з книги Ровеллі «Порядок часу[en]» (L'ordine del tempo, 2017) як епіграф до своєї книги.
- Інтерв'ю на радіо BBC:
  - Влітку 2017 року BBC Radio 4 показує Desert Island Discs[en][49]
  - У 2018 році BBC Radio 4 показує The Life Scientific[en] (обговорюється його кар'єра в науці).[50]
  - У 2020 році BBC Radio 3 показує Private Passions[en] (обговорення часу в музиці та науці).[51]
  - У 2020 BBC Radio 4 показує A Good Read[en] (обговорення книг).[52]
- У лютому 2023 року він з'явився на BBC Radio 4 в шоу «Музей цікавості[en]».[53] Його гіпотетична пожертва цьому уявному музею була білою дірою.

## Книги та статті
Ровеллі написав понад 200 наукових статей, опублікованих у міжнародних журналах. Він опублікував дві монографії про петльову квантову гравітацію та кілька науково-популярних книг. Його книга «Сім коротких уроків з фізики» була перекладена 41 мовою.

### Наукові книги
- Квантова гравітація, Cambridge University Press, 2004, ISBN 0-521-83733-2
- З Франческою Відотто[en], Covariant Loop Quantum Gravity: An Elementary Introduction to Quantum Gravity and Spiinfoam Theory, Cambridge University Press, 2014, ISBN 978-1107069626

### Популярні книги
- (Готується) Anaximander: And the Birth of Science, Penguin Random House 2 лютого 2023 р.[54]
- Helgoland, Penguin Random House 2021 / Helgoland, Adelphi, 2020.
- У світі є місця, де правила менш важливі, ніж доброта, Penguin Random House, 2020 / Ci sono luoghi al mondo dove più che le regole è importante la gentilezza, Solferino, 2020.
- Порядок часу[en], Penguin Random House, 2018 / L'ordine del tempo, Adelphi, 2017.
- Реальність не така, якою вона здається: Подорож до квантової гравітації[en], Penguin Random House, 2016 / La realtà non è come ci appare: La struttura elementare delle cose, Raffaello Cortina Editore, 2014.
- Сім коротких уроків з фізики[en], Penguin Random House[en], 2015 / Sette brevi lezioni di fisica, Adelphi, 2014.
- Перший вчений Анаксимандр і його спадщина, Westholme Publishing, 2011 / Che cos'è la Scienza. La rivoluzione di Anassimandro., Mondadori, 2012.
- Що таке час, що таке простір? (інтерв'ю), Di Renzo Editore, 2006 / Che cos'è il tempo, che cos'é lo spazio?, Di Renzo Editore, 2004.
- Bologna, marzo 1977 …fatti nostri…, a cura di e con Енріко Паландрі[en], Клаудіо П'єрсанті[it], Мауріціо Торреальта та інші, Верона, Бертані, 1977; Ріміні, NdA Press, 2007, ISBN 978-88-89035-17-7.
- Загальна теорія відносності: Основи, Cambridge University Press, 2021.